# Fachhochschule Düsseldorf
La Fachhochschule Düsseldorf est une université de sciences appliquées située à Düsseldorf, fondée en 1971. C'est la Fachhochschule la plus grande en Rhénanie-du-Nord-Westphalie.

## Liste des départements
1. Architecture
2. Design
3. Génie électrique et électrotechnique
4. Génie mécanique et ingénierie des procédés
5. Médias
6. Sciences sociales et études culturelles
7. Études commerciales

## Anciens élèves notables
- Bodo Hombach, personnalité politique du parti social-démocrate SPD
- Fons Matthias Hickmann, designer, typographe, professeur
- Fritz Hilpert, ingénieur du son,  musicien du groupe Kraftwerk
- Renate Künast, travailleuse sociale, puis personnalité politique du parti vert Bündnis 90/Die Grünen
- Uwe Loesch, designer, typographe, professeur
- Ronald Pofalla, personnalité politique, secrétaire général du parti chrétien-démocrate CDU
- Mariette Teisserenc, peintre abstrait, plasticienne et graveur française